# Garhi-Malhara
Garhi-Malhara è una suddivisione dell'India, classificata come nagar panchayat, di 12.962 abitanti, situata nel distretto di Chhatarpur, nello stato federato del Madhya Pradesh. In base al numero di abitanti la città rientra nella classe IV (da 10.000 a 19.999 persone).

## Geografia fisica
La città è situata a 25° 00' 04 N e 79° 41' 00 E.

## Società

### Evoluzione demografica
Al censimento del 2001 la popolazione di Garhi-Malhara assommava a 12.962 persone, delle quali 6.896 maschi e 6.066 femmine. I bambini di età inferiore o uguale ai sei anni assommavano a 2.100, dei quali 1.144 maschi e 956 femmine. Infine, coloro che erano in grado di saper almeno leggere e scrivere erano 6.911, dei quali 4.210 maschi e 2.701 femmine.